# Apollyon Sun
Apollyon Sun was een Zwitserse metalband opgericht door Thomas Fischer (Tom Warrior), bekend als het brein achter Celtic Frost. 
Under Apollyon's Sun had Celtic Frosts volgende album na Vanity/Nemesis moeten worden, maar de band ging uit elkaar voor het kon afgewerkt worden. Apollyon Sun bleef bestaan tot de leden van Celtic Frost weer toenadering tot elkaar gingen zoeken. Met de heroprichting van Celtic Frost in 2003 kwam een einde aan Apollyon Sun. Gitarist Erol Unala stapte mee over naar Celtic Frost, maar verliet de band uiteindelijk in 2006 om familiale redenen.

## Artiesten
- Dany Zingg - bassist
- Tom Gabriel Fischer - vocalist, gitarist
- Erol Unala - gitarist
- Donovan John Szypura - programmeren
- Marky Edelmann - drummer

## Vroegere leden
- Roger Muller - toetsenist

## Discografie
- 1998 - God Leaves (And Dies) (EP, Independent)
- 2000 - Sub (Mayan)